# Eugenia corrientina
Eugenia corrientina är en myrtenväxtart som beskrevs av João Barbosa Rodrigues. Eugenia corrientina ingår i släktet Eugenia och familjen myrtenväxter.
Artens utbredningsområde är Paraguay. Inga underarter finns listade i Catalogue of Life.